# Astragalus gilensis
Astragalus gilensis es una especie de planta del género Astragalus, de la familia de las leguminosas, orden Fabales.

## Distribución
Astragalus gilensis se distribuye por Estados Unidos.

## Taxonomía
Fue descrita científicamente por Greene. Fue publicada en Bull. Torrey Bot. Club 8: 97 (1881).